# Het Spaanse Dorp: Polopos

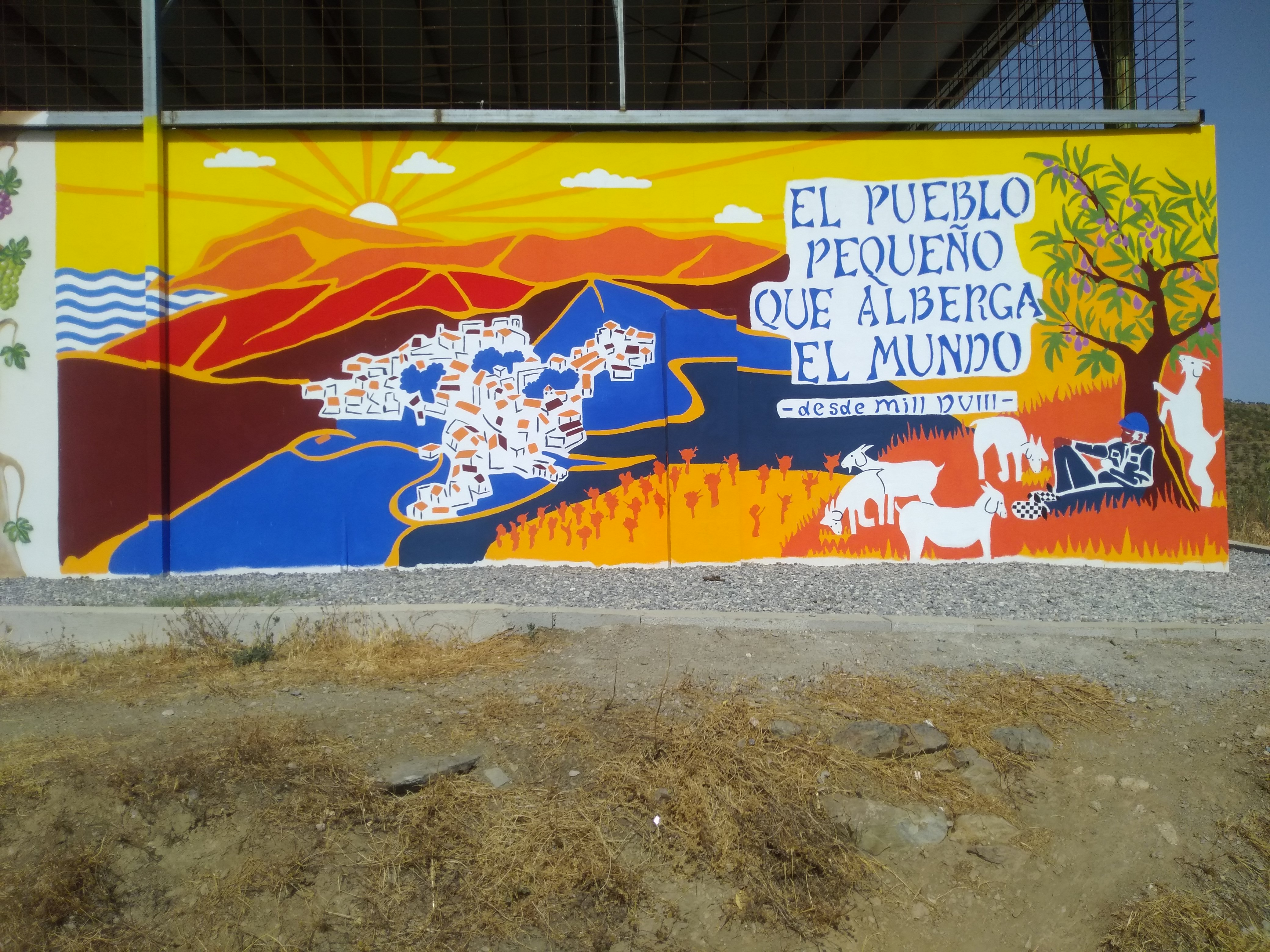
De eerste weekopdracht was het maken van een muurschildering op de sporthal in Polopos. Thysa en Wijnand wonnen deze eerste opdracht met een weergave van Polopos en in het Spaans de tekst: 'Het kleine dorp dat de hele wereld herbergt'.

Het Spaanse Dorp: Polopos is een Nederlands televisieprogramma, dat sinds 1 juli 2019 op RTL 4 wordt uitgezonden. Het programma is een 'Het Dorp'-sequel op het in 2018 uitgezonden programma Het Italiaanse Dorp: Ollolai. Polopos ligt in de provincie Granada en behoort tot de Alpujarra. Samen met de dorpjes Haza del Lino, Haza del Trigo, La Guapa, Castillo de Baños en La Mamola, valt Polopos onder de gemeente Polopos-La Mamola. De gemeente ligt aan de Costa Tropical.
In het programma verkrijgen drie stellen en twee gezinnen een huis in het Spaanse dorpje Polopos, waar nog maar 60 mensen wonen. De huizen zijn in slechte staat en moeten worden opgeknapt door de nieuwe bewoners ervan. Naast het opknappen van hun huizen moeten de deelnemers ook integreren in de Spaanse cultuur en proberen het Spaanse dorp weer leven in te blazen. De winnaars van het televisieprogramma winnen 20.000 euro die zij moeten investeren in de verdere ontwikkeling van het dorp; daarnaast worden de winnaars tot ereburger van het dorp benoemd. De winnaars worden bepaald door het zestigtal inwoners, dat hun stem uitbrengt tijdens een stemming.

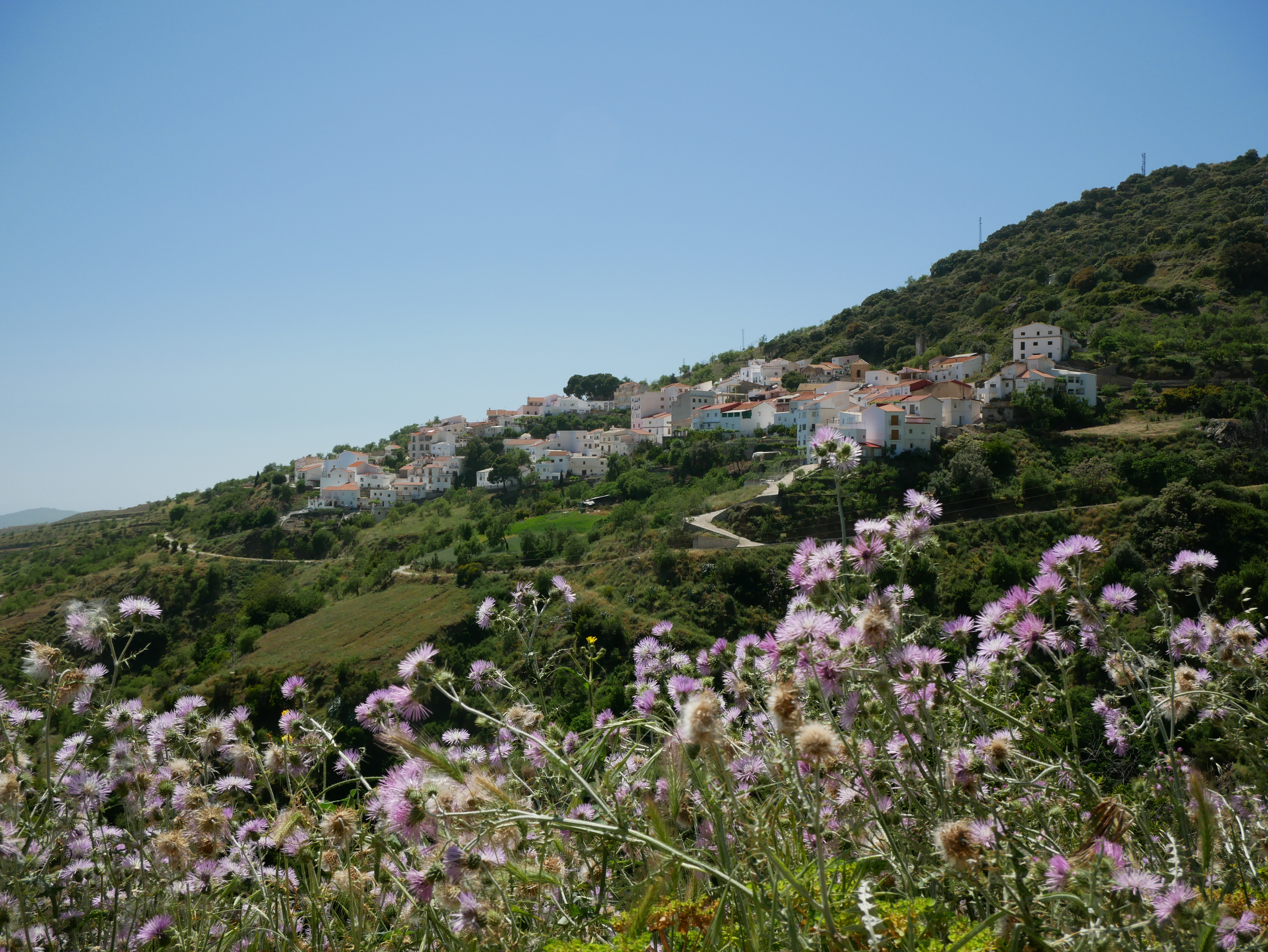
Het Spaanse dorp Polopos, locatie van het RTL 4 TV programma, gelegen in de Alpujarra, in de provincie Granada in Spanje.

## Deelnemers en Polopese dorpsraad
Aan het programma deden tien families mee, waarvan er maar vijf uiteindelijk een huis toegewezen kregen. Deze deelnemers werden door de dorpsraad geselecteerd op basis van een presentatie over hoe zij het dorp voor toeristen aantrekkelijker wilden gaan maken. De deelnemers mochten voorafgaand aan de pitch de vijf huizen in het dorp bezoeken en hun woningvoorkeur hierop baseren.
| Deelnemers                                     | Plan om Polopos aantrekkelijker te maken                               |
| ---------------------------------------------- | ---------------------------------------------------------------------- |
| Mark en Donna                                  | B&B en sportieve vakanties                                             |
| John en Juani                                  | B&B en motor-toertochten                                               |
| Jürgen, Elisa, Daniël en Demi (familie Rutten) | Markt, camperplaats, wakeboardbaan, studioverhuur, winkel en koffiebar |
| Wijnand en Thysa                               | Kunstenaarsverblijf en koffiehuis                                      |
| Christiaan, Kirsten en zoontje Lucas           | Luxeverblijf, coaching en wijnhandel                                   |

De Polopese dorpsraad bestaat uit vier mensen: burgemeester Matias Gonzáles Braos en prominente dorpelingen Francisco Javier Pérez, Leonor Gonzáles Godoy en Mariá Ángeles Rodríguez. Naast het selecteren van de vijf families die door mogen, heeft de dorpsraad nog twee belangrijke taken: het mededelen van de weekopdrachten, waarmee de deelnemers extra geld kunnen verdienen en het in de gaten houden van de voortgang van de bewoners, zodat de dorpsraad hierover in beraad kan.

## Winnaars
Het stel dat door de bevolking van Polopos tot winnaars en ereburgers van Polopos werden verkozen, zijn Thysa en Wijnand. Een week voor de stemming wisten zij 30 kunstenaars te verzamelen om een kunstexpositie te houden in het dorp. In zeven verschillende pop-up galeries, waaronder de huizen van John en Juani, Mark en Donna en Christiaan, Kirsten en Lucas exposeerden de kunstenaars schilderijen, beeldhouwwerken en werd er muziek gespeeld en poëzie voorgedragen. Zo'n 700 mensen bezochten de kunstwandeling. Burgemeester Matias Gonzalez Braos was zo enthousiast dat hij de medewerking van de gemeente beloofde om er een jaarlijks evenement van te maken.

## Het vervolg
In januari 2020 kondigde RTL4 aan dat zij deelnemers zochten voor een nieuw seizoen. Het programma werd echter vroegtijdig afgebroken vanwege de coronapandemie. Het gevolg was dat het in 2020, 2021 en 2022 niet werd uitgezonden. Door de coronapandemie kon het in deze jaren niet worden opgenomen.
Anno 2021 wonen alleen Thysa en Wijnand nog het hele jaar in Polopos.
In januari 2023 kondigde RTL4 opnieuw aan dat zij deelnemers zochten voor een nieuw seizoen. Op 26 juni 2023 werd bekendgemaakt dat het vervolg, Het Spaanse Dorp: Zarra, vanaf 27 augustus 2023 wordt uitgezonden. Het wordt dat jaar niet elke werkdag, maar wekelijks uitgezonden op maandag. Tevens wordt het niet in de zomer, maar in het najaar uitgezonden.